# Giro delle Fiandre 2021
Il Giro delle Fiandre 2021, centocinquesima edizione della corsa e valida come dodicesima prova dell'UCI World Tour 2021 categoria 1.UWT, si svolse il 4 aprile 2021 su un percorso di 254,3 km, con partenza da Anversa e arrivo a Oudenaarde, in Belgio. La vittoria fu appannaggio del danese Kasper Asgreen, che completò il percorso in 6h02'01", alla media di 42,147 km/h, precedendo l'olandese Mathieu van der Poel e il belga Greg Van Avermaet.
Sul traguardo di Oudenaarde 117 ciclisti, su 175 partiti da Anversa, portarono a termine la competizione.

## Squadre e corridori partecipanti
| N.      | Cod. | Squadra                |
| ------- | ---- | ---------------------- |
| 1-7     | AFC  | Alpecin-Fenix          |
| 12-17   | DQT  | Deceuninck-Quick Step  |
| 21-27   | ACT  | AG2R Citroën Team      |
| 31-37   | TJV  | Jumbo-Visma            |
| 41-47   | LTS  | Lotto Soudal           |
| 51-57   | TFS  | Trek-Segafredo         |
| 61-67   | BOH  | Bora-Hansgrohe         |
| 71-77   | EFN  | EF Education-Nippo     |
| 81-87   | ISN  | Israel Start-Up Nation |
| 91-97   | DSM  | Team DSM               |
| 101-107 | BEX  | Team BikeExchange      |
| 111-117 | UAD  | UAE Team Emirates      |
| 121-127 | TQA  | Team Qhubeka Assos     |

| N.      | Cod. | Squadra                   |
| ------- | ---- | ------------------------- |
| 131-137 | AST  | Astana-Premier Tech       |
| 141-147 | COF  | Cofidis                   |
| 151-157 | TBV  | Bahrain Victorious        |
| 161-167 | GCF  | Groupama-FDJ              |
| 171-177 | IGD  | Ineos Grenadiers          |
| 181-187 | IWG  | Intermarché-Wanty-Gobert  |
| 191-197 | MOV  | Movistar Team             |
| 201-207 | BBK  | B&B Hotels                |
| 211-217 | BWB  | Bingoal Pauwels Sauces WB |
| 221-227 | SVB  | Sport Vlaanderen-Baloise  |
| 231-237 | ARK  | Team Arkéa-Samsic         |
| 241-247 | TDE  | Total Direct Énergie      |

## Ordine d'arrivo (Top 10)
| Pos. | Corridore            | Squadra    | Tempo    |
| ---- | -------------------- | ---------- | -------- |
| 1    | Kasper Asgreen       | Deceuninck | 6h02'01" |
| 2    | Mathieu van der Poel | Alpecin    | s.t.     |
| 3    | Greg Van Avermaet    | AG2R       | a 32"    |
| 4    | Jasper Stuyven       | Trek       | a 33"    |
| 5    | Sep Vanmarcke        | Israel     | a 47"    |
| 6    | Wout Van Aert        | Jumbo      | s.t.     |
| 7    | Gianni Vermeersch    | Alpecin    | s.t.     |
| 8    | Florian Sénéchal     | Deceuninck | s.t.     |
| 9    | Anthony Turgis       | Total      | s.t.     |
| 10   | Dylan van Baarle     | Ineos      | s.t.     |